# 瀋陽総領事館北朝鮮人亡命者駆け込み事件
瀋陽総領事館北朝鮮人亡命者駆け込み事件（しんようそうりょうじかんきたちょうせんじんぼうめいしゃかけこみじけん）は、中華人民共和国瀋陽市に置かれている在瀋陽日本国総領事館に朝鮮民主主義人民共和国（北朝鮮）からの亡命者（金高哲一家など5人）が侵入・救助を求めた事件。
日本国外務省における本事件名称は在瀋陽総領事館事件 であり、一家のうち幼い少女の名を取ってハンミちゃん事件とされることもある。

## 概要
2002年（平成14年）5月8日、金高哲一家など男女5人の亡命者は日本国総領事館に駆け込みを画策、失敗し中国人民武装警察部隊に取り押さえられた。その際、
- 武装警察部隊が、日本国総領事館の敷地内に「同意なく」（※日中で見解に相違あり）侵入したこと
- 逮捕された亡命者が北朝鮮へと送還される可能性があったこと
- 日本国内の中華人民共和国大使館および駐中特命全権大使・阿南惟茂の事件への対応（事件発生直前の不十分な指示）

を巡り批判、問題が発生した。
最終的に、川口順子外務大臣、竹内行夫事務次官をはじめとする外務官僚、及び、阿南惟茂中国大使や高橋邦夫中国公使をはじめとする在瀋陽総領事館当事者が、それぞれ行政処分を受けた。

## 経過
2002年
- 5月8日
  - JST午前11時頃（CST午前10時頃） - 阿南惟茂中国大使が日本大使館定例全体会議で職員全員に対し、脱北者の増加を踏まえた警備体制について言及
  - JST午後3時頃（CST午後2時頃） - 北朝鮮人男女5名が在日本国総領事館へ突入し、亡命を試みる
    - 中国人民武装警察部隊の隊員が、入り口付近及び領事館内に侵入し、一家5名を拘束し、連行する

  - 夕～夜：日本側から抗議

- 5月9日
  - JST午後7時（CST午後6時） - 小泉純一郎首相（当時）が本件について「中国側の誠意ある対応を求めたい」と表明
  - 夕 - 日本側の抗議に対し、劉古昌中国外交部部長助理は領事関係に関するウィーン条約を理由に立ち入ったと説明
  - 夜 - 孔泉中国外交部報道官の定例会見で、同様の説明

- 5月10日
  - 午後8時15分（CST午後7時15分） - 羅田広中国外交部領事司長は「日本側の同意があった」と説明を変更
  - 深夜 - 孔泉中国外交部報道官の談話で、同様の説明を行い、日本国外務省は重ねて否定

- 5月13日 - 日本側が調査結果を発表
- 5月22日 - 中国当局が5人をフィリピン経由で大韓民国へ移送
- 5月23日 - 5人が大韓民国に入国
- 7月4日 - 日本国外務省が、関係者ら12名を処分、川口外相も給与を自主返納

## 経緯

### 5月8日：事件発生
2002年（平成14年）5月8日、日本標準時午後3時頃（中国標準時（CST）同2時頃、以下時刻表期は同表記）、北朝鮮人とみられる5人の男女が、在瀋陽日本国総領事館前で中国人民武装警察部隊と揉み合いになる。一家のうち2名が総領事館館内に駆け込んだが、敷地内に侵入した武装警察によって連行され、残る3人は武装警察によって入り口付近で拘束された。

### テレビ報道の反響
日本国総領事館の敷地に入った中国武装警察官に対し、応対に出た副領事の宮下謙が亡命者の取り押さえおよび敷地立ち入りへの抗議を行わず、武装警官の帽子を拾うなど友好的な態度に出た映像が、日本のテレビ局により報道され、日本と大韓民国における批判を呼んだ。
「拉致被害者、北朝鮮脱出者の人権と救命のための市民連帯」などを始めとするNGOによって、事件の始終がビデオカメラで撮影された。入口付近で撮影された映像は、日本国内のテレビで大きく報じられた。

### 5月8日：中国当局への抗議
同日夕刻、日本国総領事館から瀋陽市公安局・遼寧省公安及び外弁室に対し、無断での侵入への抗議を行い、5名の引き渡しを求めた。
さらに夜、高橋邦夫中国公使から邱紹芳中華人民共和国外交部領事司副司長へ、同様の抗議を行った。

### 5月9日：反響の拡大
5月9日午後12時40分、小泉純一郎首相（当時）は本件について「中国側の誠意ある対応を求めたい」と、中国側の行動に期待する旨を表明した。
同日午後7時（CST午後6時）、阿南惟茂中国大使から劉古昌中国外交部部長助理に対し不可侵の侵犯に抗議するとともに、関係者の速やかな引き渡し、及び、中国側からの詳しい説明を要求した。劉部長助理は「領事関係に関するウィーン条約第31条第2項但書に基づき国際法違反ではない」「総領事館員の保護目的で悪意はない」と説明した。

### 5月10～11日：日本側同意有無を巡って
5月10日午後8時15分（現地時間午後7時15分）、羅田広中国外交部領事司長から野本佳夫在中国公使に対し「中国側の調査の結果によれば、武警の敷地立入り、5名の連行について（引用註：日本の在瀋陽）総領事館側から同意があった」と説明があり、野本はこれを否定した。
同日深夜、中国側から次のように発表があった。
このように中国政府は「ウィーン条約に基づく正当な立ち入り」から、「日本側との同意は存在した」と主張を変更した。これに対し、日本側は次のようにコメントした。

### 5月13日：日本側調査結果
日本国外務省は調査結果をまとめ、引き続き「同意は無かった」としつつ、当日の領事館の対応に、次の3点の問題があったことを認めた。
1. 警備員の人数の不足
2. 警備実施上の不備
3. 物理的警備体制の不備

事件前日の5月7日に、中国北方航空6136便放火墜落事件が発生しており、領事はこの墜落事件に遭遇した日本人のために大連市に出張しており、不在であったことも背景として挙げられる。

### 5月14日：阿南大使発言を巡って
5月14日になり、阿南大使が、北京の大使館で週1回行っている定例ミーティングで「亡命者は追い出せ」と発言したと報じられた。これに対し、外務省は次のように説明した。

### 5月22～23日：一家の5人の亡命
同年5月22日、中国当局は一家5人をフィリピンへ出国させた。翌5月23日に、韓国への亡命が認められた。
このことで本事件は「人権」「人道」問題としては解決を見たものの、「主権」問題は日中両国の主張が一致しないままとなった。

### その後

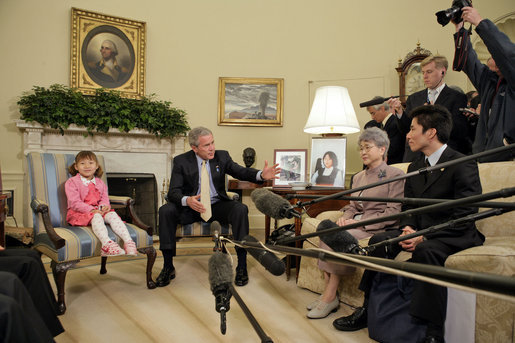
一家の最年少の少女と、日本人拉致事件被害者の横田めぐみの家族を、ホワイトハウスに招き会見するジョージ・W・ブッシュ米大統領（2006年4月28日）

亡命した金高哲一家は、韓国での適応訓練プログラムを経て、2002年8月から同国全羅南道に定住した。訪日、訪米による講演や執筆活動を行っている。
北朝鮮と同盟関係にある中華人民共和国は、この事態を重く見て、今後同様なことが起こらないよう、領事館の廻りを中国人民解放軍により厳重警備し、城壁・堀を構築するなど対応を強めている。

## 日本側関係者への処分
2002年（平成14年）7月4日、下記の通り、12名に行政処分等が下され、川口外相も給与を自主返納した。
- 川口順子外務大臣 - 給与20%･1月自主返納[10]

在瀋陽総領事館
- 岡崎清総領事 - 懲戒減給20%･1月、帰朝命令
- 西山厚主席領事 - 訓戒、帰朝命令
- 千葉宏二領事 - 訓戒
- 馬木秀治副領事 - 厳重注意処分
- 宮下謙副領事 - 厳重注意処分

在中国日本大使館
- 阿南惟茂中国大使 - 厳重訓戒処分・給与20%･1月自主返納
- 高橋邦夫中国公使 - 訓戒処分・給与10%･1月自主返納

内局
- 竹内行夫事務次官 - 厳重訓戒処分・給与20%･1月自主返納
- 北島信一官房長 - 訓戒処分・給与10%･1月自主返納
- 田中均アジア大洋州局長 - 訓戒処分・給与10%･1月自主返納
- 堀之内秀久中国課長 - 訓戒処分
- 平松賢司北東アジア課長 - 厳重注意処分

## 抗議
在日本大韓民国民団
同年5月13日に全国地方団長・傘下団体長会議を開催し、「中国瀋陽の日本総領事館亡命者連行事件の早期人道的解決を求める決議」を行い、日中両国政府に対し人道的解決を求めた。
日本弁護士連合会
同年7月31日 、本事件が非人道的かつ難民条約等に反する違法行為であるとして、外務大臣宛勧告・内閣総理大臣宛要望をした。